# Ictar-Budinț, Timiș
Ictar-Budinț este un sat în comuna Topolovățu Mare din județul Timiș, Banat, România. S-a format în 1968 prin unirea satelor Ictar și Budinț.

## Localizare
Satul se situează pe malul drept al râului Bega, la circa 35 km est de municipiul Timișoara, 15 km est de orașul Recaș și circa 23 km vest de municipiul Lugoj.

## Istorie

### Ictar

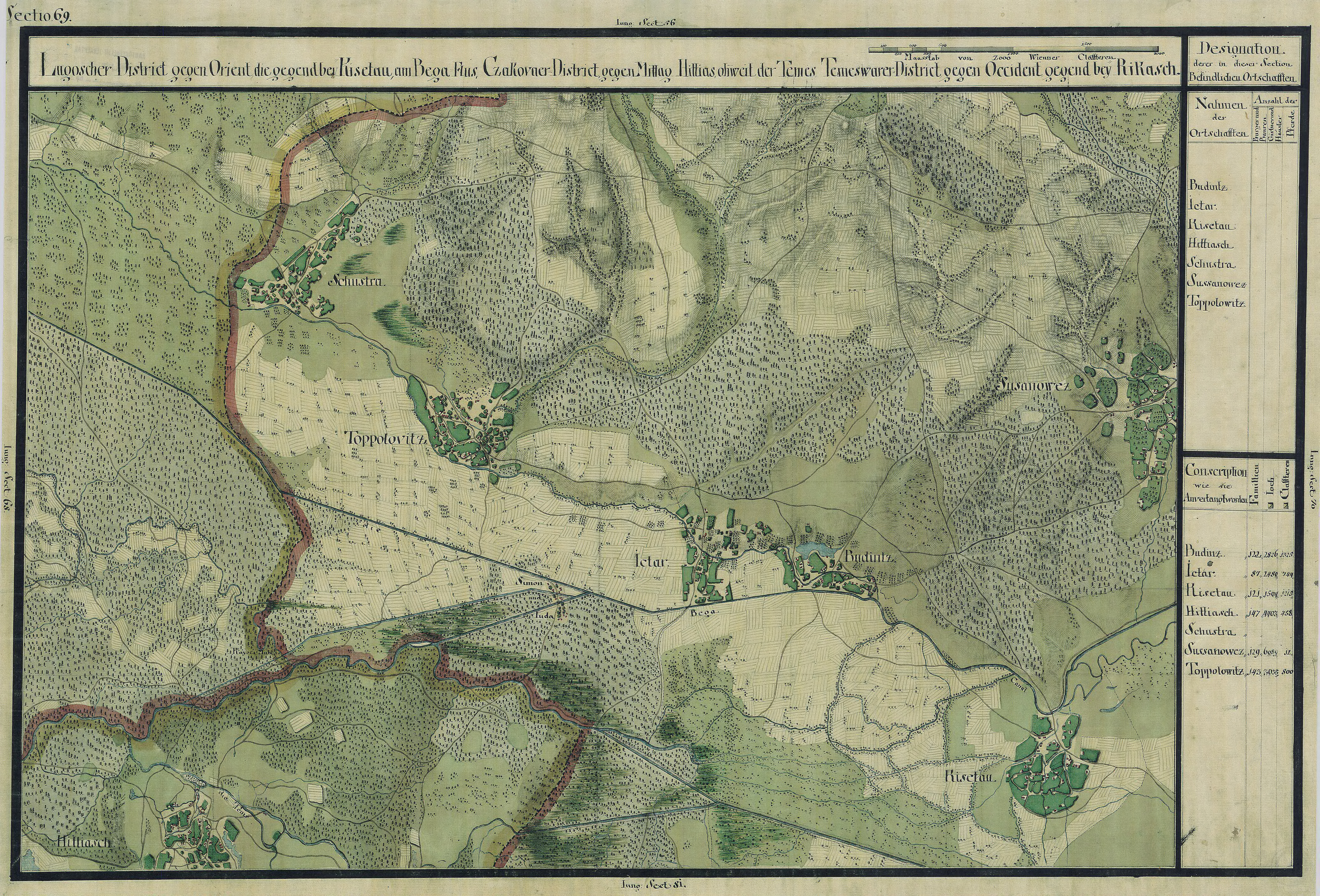
Ictar-Budinţ în Harta Iosefină a Banatului, 1769-72

Satul Ictar este cel mai vechi dintre cele două. A fost atestat documentar pentru prima dată în anul 1365, ca proprietate a familiei nobiliare Bethlen. Câteva ruine ale conacului Bethlen se mai pot vedea și astăzi. Totuși, pe teritoriul satului s-au descoperit mai multe mărturii arheologice care atestează o locuire mult mai veche. Conscripția din 1717 arată satul valah numit Iktar, aparținea de districtul Făget și avea 15 case. Pe harta contelui Mercy din 1723-1725, apare cu numele de Ektar, iar pe harta oficială de la 1761 este inclusă în districtul Lugoj. În 1779 s-a alipit județului Timiș. Pe hotarul nordic al satului s-a întemeiat în 1882 colonia de germani Iosifalău. Biserica ortodoxă s-a construit în 1909.

### Budinț
Atestarea documentară a Budințului este puțin mai recentă decât a Ictarului. El apare menționat într-o diplomă maghiară din anul 1444, cu numele de Budfalva. Conscripția de la 1717 arată că satul Budinc avea 18 case și aparținea districtului Făget. A fost din totdeauna un sat românesc. Ortodocșii din Budint aveau o biserică comună cu cei din Ictar. În 1841 are loc trecerea a circa jumătate din familiile ortodoxe la ritul greco-catolic. Biserica devine mixtă.

### Unirea satelor
Pe fondul scăderii populației din cele două sate, motivate de exodul localnicilor spre Timișoara și Lugoj, dar și datorită apropierii fizice evidente, cele două sate s-au unit. 

## Personalități
- Constantin Mihaiu (1891 - 1945),  deputat în Marea Adunare Națională de la Alba Iulia 1918